# زموه
زموه (به لهستانی:  Zemły) یک روستا در لهستان است که در گمینا موکوبوده واقع شده‌است.